# São Veríssimo de Tamel
São Veríssimo de Tamel is een plaats (freguesia) in de Portugese gemeente Barcelos en telt 3 115 inwoners (2001).